# 安徽理工大学
安徽理工大学为一所位于中华人民共和国安徽省淮南市的公辦全日制普通高等學校。行政上由安徽省人民政府舉辦，並由中华人民共和国应急管理部和安徽省人民政府共建。

## 历史

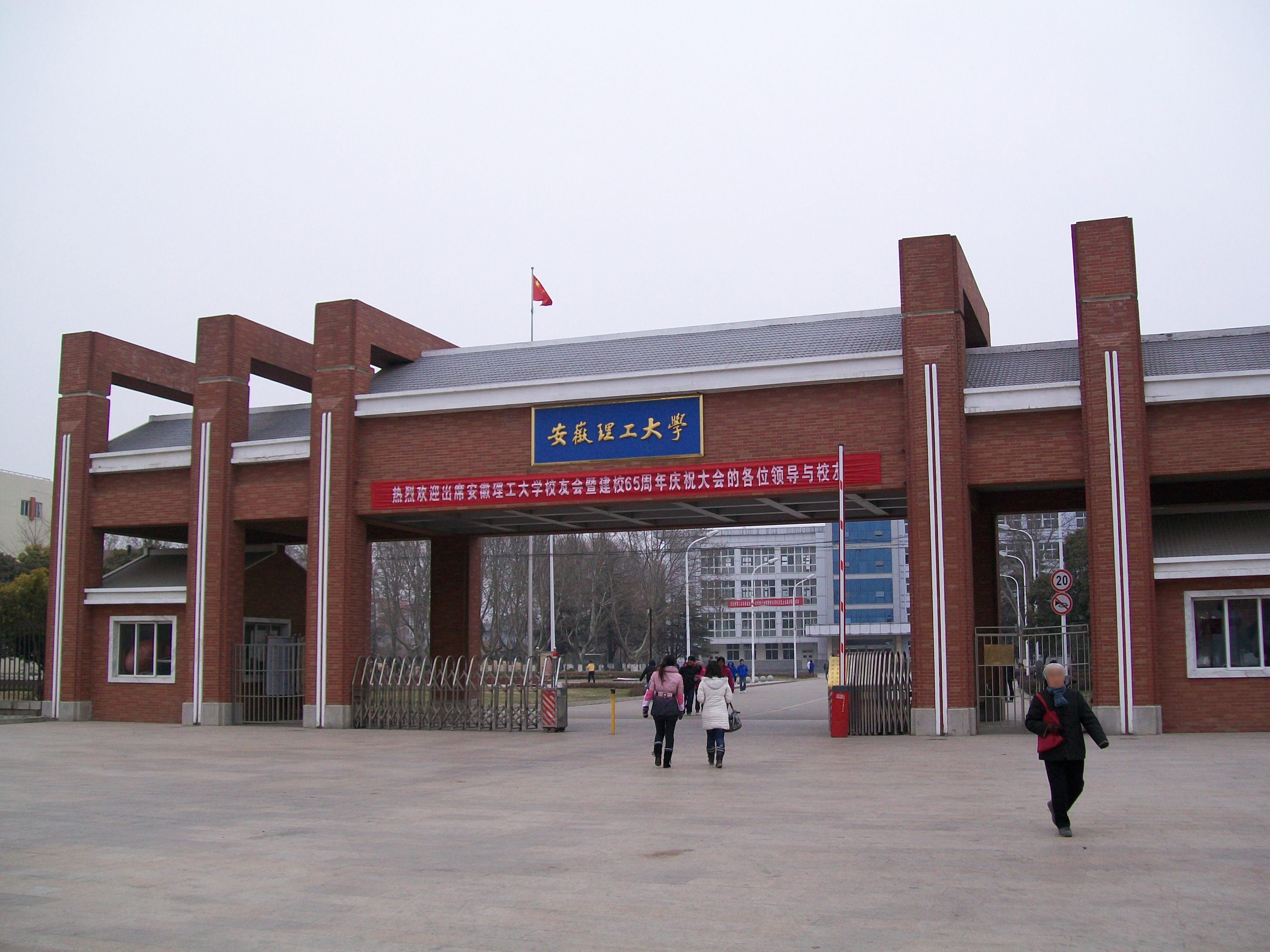
安徽理工大学北校区校门

安徽理工大学的前身为民国35年（1945年）成立的安徽省立蚌埠高级工业职业学校，自此经历了安徽省立工业专科学校、淮南煤矿工业专科学校、淮南煤炭学院、淮南矿业学院、淮南工业学院、安徽理工大学等多个不同的发展阶段。
民国36年（1947年）学校迁至淮南洞山并改称为安徽省立工业专科学校，直到1949年淮南被解放军占领。1950年11月，淮南工业专科学校更名为淮南煤矿专科学校，并于翌年5月再度改名为淮南煤矿工业专科学校，1955年4月，升格为合肥矿业学院，成为中华人民共和国当时第二所本科煤炭高等院校，1956年，校址由淮南迁至合肥。1971年，合肥工业大学采矿系、地质系的煤田地质专业整建制迁往淮南，并与淮南煤矿学校合并组建淮南煤炭学院，并附设中专部。1997年，淮南煤炭学院更名为淮南工业学院；1998年7月，淮南工业学院与华东冶金学院、淮北煤炭师范学院等高等院校由中華人民共和國煤炭工業部划归安徽省人民政府，并实行中央与地方共建，以安徽省管理为主的办学管理体制。
2000年，淮南化学工程学校并入淮南工业学院；与此同时，安徽省人民政府开始研议将淮南工业学院升格为大学，最终，中华人民共和国教育部于2002年将淮南工业学院更名为安徽理工大学，延续至今。2014年11月，学校实现省部共建，由安徽省人民政府与中国国家安全生产监督管理总局共同建设。2022年，位于合肥市的安徽省汽车工业学校并入安徽理工大学，并组建安徽理工大学合肥校区。

## 学院

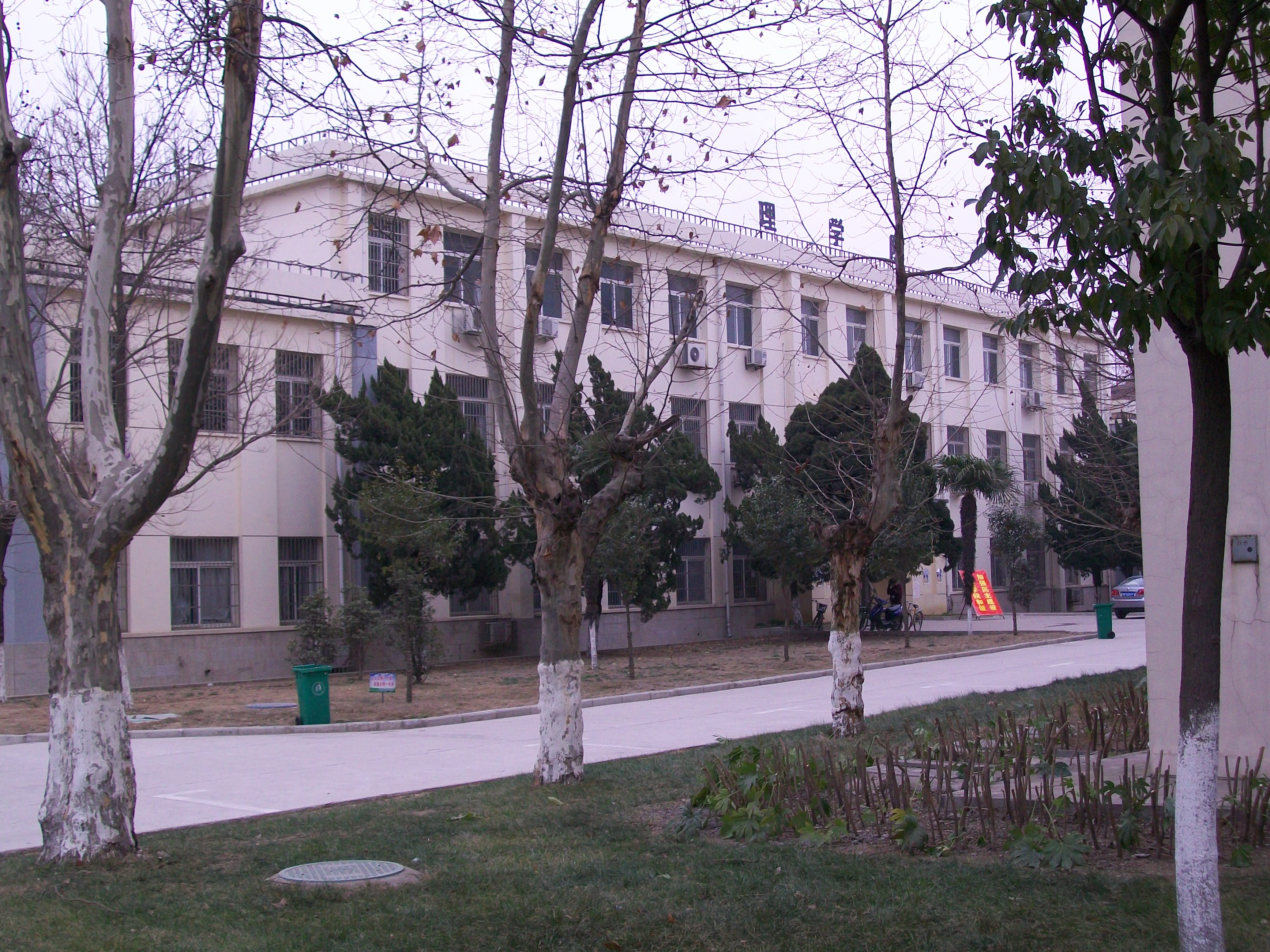
理学院

学校设有地球与环境学院、能源与安全学院、土木建筑学院、机械工程学院、电气与信息工程学院、材料科学与工程学院、化学工程学院、计算机科学与工程学院、光电与物理学院、数学与大数据学院、外国语学院、医学院、经济与管理学院、测绘学院、人文社会科学学院、继续教育学院、思想政治理论课教学部、体育部等18个学院（部），其中，理学院于2017年重组为光电与物理学院和数学与大数据学院两个学院。
学校设有87个本科专业，6个博士后科研流动站， 6个一级学科博士学位授权点，34个二级学科博士学位授权点，21个一级学科硕士学位授权点，110个二级学科硕士学位授权点，工程管理硕士和工程硕士9个专业学位授权类别，其中工程硕士专业学位授权领域达14个。学校面向全国招生，同时具有国防生培养资格。